# Sergio Zárate
Sergio Fabián Zárate (* 14. Januar 1969 in Buenos Aires) ist ein ehemaliger argentinischer Fußballspieler.

## Karriere
Er spielte von 1990 bis 1995 (mit Ausnahme der Saison 1992/93, in der er bei AC Ancona unter Vertrag stand) für den 1. FC Nürnberg und den Hamburger SV und absolvierte in der Fußball-Bundesliga 80 Spiele und erzielte 23 Tore. Der kleine Stürmer wurde von den Fans als Zaubermaus bezeichnet. Auch bei seinem Heimatverein Vélez Sársfield wurde er El Ratón (die Maus) genannt.
Nach seinem Abgang 1995, als er im Zusammenhang mit dem Finanzskandal beim 1. FC Nürnberg wegen Steuerhinterziehung verurteilt wurde und sich daraufhin abfällig über Nürnberg und die Journalisten äußerte, spielte er bis zu seinem Karriereende 2004 vorwiegend in Mexiko und Argentinien.
Er hatte einen Einsatz für die argentinische Fußballnationalmannschaft.
Heute arbeitet er als Manager und Berater seines jüngeren Bruders Mauro.